# Mi Granja
Mi Granja é uma comuna da província de Córdoba, na Argentina.